# Liste des cardinaux créés par François
Au cours de son pontificat, le pape François a créé 163 cardinaux, dont 133 électeurs, à l'occasion de dix consistoires ordinaires. Au 7 décembre 2024, date du dernier consistoire, 78 % des cardinaux électeurs ont été créés par lui. François a également créé cardinal Robert Francis Prevost durant le consistoire du 30 septembre 2023. Ce dernier lui succédera à la papauté en 2025 sous le nom de Léon XIV.

## Politique cardinalice du pape François
Depuis son élection, le pape François nomme des cardinaux en s'affranchissant des usages établis et en appliquant ses propres critères de choix :
- Réduire le poids de la Curie au profit des prélats qui ont la charge d’un diocèse[1],[2].
- Réduire le poids de l'Europe et, surtout, celui de l'Italie, qui fournit le plus gros contingent de cardinaux, au profit des autres parties du monde. Ainsi, lors du conclave de 2013, l'Europe fournissait 60 des 117 cardinaux électeurs (soit 51 %). Au 7 décembre 2024, elle ne représente plus que 55 des 140 électeurs (soit 39 %), car le nombre d'électeurs italiens est passé de 28 à 17 — la proportion des votants européens non italiens est restée plutôt stable à 27 %. A contrario, dans le même temps, l'Afrique compte 18 cardinaux électeurs (soit 7 de plus qu'en 2013), l'Asie et l'Océanie en comptent 29 (contre 12 en 2013), et l'Amérique du Sud, centrale et Caraïbes est passée de 16 à 22.
- Donner des voix aux périphéries de l’Église (pays en guerre, pays où les chrétiens sont minoritaires, pays de grande pauvreté) : ainsi la Dominique, Haïti, les Îles Tonga, la Papouasie-Nouvelle-Guinée, le Cap-Vert, la République centrafricaine, le Lesotho, le Bangladesh, la Malaisie, la Birmanie ont, pour la première fois, des prélats élevés au cardinalat[3],[4].
- Même parmi les grandes nations catholiques, ne pas forcément honorer les titulaires de sièges traditionnellement cardinalices (Venise, Paris, Lyon, Tolède, Séville, Détroit, Baltimore, Los Angeles...), au bénéfice de pasteurs dont le pape approuve la ligne pastorale mais occupant des sièges moins prestigieux : Agrigente, Ancône ou Pérouse en Italie, Newark aux États-Unis, Tlalnepantla ou Morelia au Mexique…[5].

Selon Peter Seewald (biographe de Benoit XVI) et le vaticaniste Ludwig Ring-Eifel (de), le pape François, contrairement à ses prédécesseurs Jean-Paul II et Benoît XVI, « a largement appelé au collège cardinalice des hommes qui sont dans sa ligne théologique ». Le Sacré Collège deviendrait ainsi « de plus en plus un reflet de sa pensée et de ses origines ».

## Liste des cardinaux créés parle pape François
Les fonctions indiquées sont celles occupées par les cardinaux au moment de leur création

### Créés le 22 février 2014
Annonce le 12 janvier 2014 de la création de dix-neuf nouveaux cardinaux, dont seize électeurs.
- Pietro Parolin (1955-), archevêque titulaire d'Aquipendium (de), secrétaire d'État ; créé cardinal-prêtre des Santi Simone e Giuda Taddeo a Torre Angela
- Lorenzo Baldisseri (1940-), archevêque titulaire de Diocletiana (de), secrétaire général du Synode des évêques (secrétaire du conclave de 2013) ; créé cardinal-diacre de Sant'Anselmo all'Aventino
- Gerhard Ludwig Müller (1947-), archevêque-évêque émérite de Ratisbonne, préfet de la Congrégation pour la doctrine de la foi ; créé cardinal-diacre de Sant'Agnese in Agone
- Beniamino Stella (1941-), archevêque titulaire de Midila (de), préfet de la Congrégation pour le clergé ; créé cardinal-diacre des Santi Cosma e Damiano
- Vincent Nichols (1945-), archevêque métropolitain de Westminster (Royaume-Uni) ; créé cardinal-prêtre du Santissimo Redentore e Sant'Alfonso in Via Merulana
- Leopoldo José Brenes Solórzano (1949-), archevêque métropolitain de Managua (Nicaragua) ; créé cardinal-prêtre de San Gioacchino ai Prati di Castello
- Gérald Cyprien Lacroix (1957-), archevêque métropolitain de Québec (Canada) ; créé cardinal-prêtre de San Giuseppe all'Aurelio
- Jean-Pierre Kutwa (1945-), archevêque métropolitain d’Abidjan (Côte d’Ivoire) ; créé cardinal-prêtre de Santa Emerenziana a Tor Fiorenza
- Orani João Tempesta (cistercien) (1950-), archevêque métropolitain de São Sebastião do Rio de Janeiro (Brésil) ; créé cardinal-prêtre de Santa Maria Madre della Provvidenza a Monte Verde
- Gualtiero Bassetti (1942-), archevêque métropolitain de Pérouse-Città della Pieve (Italie) ; créé cardinal-prêtre de Santa Cecilia
- Mario Aurelio Poli (1947-), archevêque métropolitain de Buenos Aires (Argentine) ; créé cardinal-prêtre de San Roberto Bellarmino
- Andrew Yeom Soo-jung (1943-), archevêque métropolitain de Séoul (Corée du Sud) ; créé cardinal-prêtre de San Crisogono
- Ricardo Ezzati Andrello (salésien) (1942-), archevêque métropolitain de Santiago du Chili (Chili) ; créé cardinal-prêtre du Santissimo Redentore a Val Melaina
- Philippe Ouédraogo (1945-), archevêque métropolitain de Ouagadougou (Burkina Faso) ; créé cardinal-prêtre de Santa Maria Consolatrice al Tiburtino
- Orlando Quevedo (oblat) (1939-), archevêque métropolitain de Cotabato (Philippines) ; créé cardinal-prêtre de Santa Maria "Regina Mundi" a Torre Spaccata
- Chibly Langlois (1958-), évêque des Cayes (Haïti) ; créé cardinal-prêtre de San Giacomo in Augusta

Cardinaux de plus de 80 ans (non électeurs)
- Loris Francesco Capovilla (1915-2016), prélat émérite de Lorette (Italie) ; créé cardinal-prêtre de Santa Maria in Trastevere
- Fernando Sebastián Aguilar (c.m.f.) (1929-2019), archevêque émérite de Pampelune et Tudela (Espagne) ; créé cardinal-prêtre de Sant'Angela Merici
- Kelvin Edward Felix (1933-2024), archevêque émérite de Castries (Sainte-Lucie) ; créé cardinal-prêtre de Santa Maria della Salute a Primavalle

### Créés le 14 février 2015
Annonce le 4 janvier 2015 de la création de vingt nouveaux cardinaux, dont quinze électeurs.
- Dominique Mamberti (1952-), archevêque titulaire du Sagone, préfet du tribunal suprême de la Signature apostolique ; créé cardinal-diacre de Santo Spirito in Sassia
- Manuel do Nascimento Clemente (1948-), patriarche de Lisbonne (Portugal) ; créé cardinal-prêtre de Sant'Antonio in Campo Marzio
- Berhaneyesus Demerew Souraphiel (1948-), archéparque métropolitain d'Addis-Abeba (Éthiopie) ; créé cardinal-prêtre de San Romano Martire
- John Atcherley Dew (1948-), archevêque métropolitain de Wellington (Nouvelle-Zélande) ; créé cardinal-prêtre de Sant'Ippolito
- Edoardo Menichelli (1939-), archevêque métropolitain d’Ancône-Osimo (Italie) ; créé cardinal-prêtre de Sacri Cuori di Gesù e Maria a Tor Fiorenza
- Pierre Nguyên Van Nhon (1938-), archevêque métropolitain d'Hanoï (Vietnam) ; créé cardinal-prêtre de San Tommaso Apostolo
- Alberto Suárez Inda (1939-), archevêque métropolitain de Morelia (Mexique) ; créé cardinal-prêtre de San Policarpo
- Charles Maung Bo (1948-), archevêque métropolitain de Rangoun (Birmanie) ; créé cardinal-prêtre de Sant'Ireneo a Centocelle
- Francis Xavier Kriengsak Kovitvanit (1949-), archevêque métropolitain de Bangkok (Thaïlande) ; créé cardinal-prêtre de Santa Maria Addolorata
- Francesco Montenegro (1946-), archevêque métropolitain d’Agrigente (Italie) ; créé cardinal-prêtre des Santi Andrea e Gregorio al Monte Celio
- Daniel Fernando Sturla Berhouet (1959-), archevêque métropolitain de Montevideo (Uruguay) ; créé cardinal-prêtre de Santa Galla
- Ricardo Blázquez Pérez (1942-), archevêque métropolitain de Valladolid (Espagne) ; créé cardinal-prêtre de Santa Maria in Vallicella
- José Luis Lacunza Maestrojuán (1944-), évêque de David (Panama) ; créé cardinal-prêtre de San Giuseppe da Copertino
- Arlindo Gomes Furtado (1949-), évêque de Santiago (Cap-Vert) ; créé cardinal-prêtre de San Timoteo
- Soane Patita Paini Mafi (1961-), évêque de Tonga (Tonga) ; créé cardinal-prêtre de Santa Paola Romana

Cardinaux de plus de 80 ans (non électeurs)
- José de Jesús Pimiento Rodriguez (1919-2019), archevêque émérite de Manizales (Colombie) ; créé cardinal-prêtre de San Giovanni Crisostomo a Monte Sacro Alto
- Luigi de Magistris (1926-2022), archevêque titulaire de Nova, pro-pénitencier majeur émérite ; créé cardinal-diacre des Santissimi Nomi di Gesù e Maria in Via Lata
- Karl-Josef Rauber (1934-2023), archevêque titulaire d'Iubaltiana (de), nonce apostolique émérite ; créé cardinal-diacre de Sant'Antonio di Padova a Circonvallazione Appia
- Luis Héctor Villalba (1934-), archevêque émérite de Tucumán (Argentine) ; créé cardinal-prêtre de San Girolamo a Corviale
- Júlio Duarte Langa (1927-), évêque émérite de Xai-Xai (Mozambique) ; créé cardinal-prêtre de San Gabriele dell'Addolorata

### Créés le 19 novembre 2016
Annonce le 9 octobre 2016 de la création de dix-sept nouveaux cardinaux, dont treize électeurs.
- Mario Zenari (1946-), archevêque titulaire d'Iulium Carnicum (de), nonce apostolique en Syrie (en) ; créé cardinal-diacre de Santa Maria delle Grazie alle Fornaci fuori Porta Cavalleggeri
- Dieudonné Nzapalainga (1967-), archevêque métropolitain de Bangui (Centrafrique) ; créé cardinal-prêtre de Sant'Andrea della Valle
- Carlos Osoro Sierra (1945-), archevêque métropolitain de Madrid (Espagne) ; créé cardinal-prêtre de Santa Maria in Trastevere
- Sérgio da Rocha (1959-), archevêque métropolitain de Brasília (Brésil) ; créé cardinal-prêtre de Santa Croce in via Flaminia
- Blase Cupich (1949-), archevêque métropolitain de Chicago (États-Unis) ; créé cardinal-prêtre de San Bartolomeo all'Isola
- Patrick D'Rozario (1943-), archevêque métropolitain de Dhaka (Bangladesh) ; créé cardinal-prêtre de Nostra Signora del Santissimo Sacramento e Santi Martiri Canadesi
- Baltazar Porras Cardozo (1944-), archevêque métropolitain de Mérida (Venezuela) ; créé cardinal-prêtre des Santi Giovanni Evangelista e Petronio
- Joseph De Kesel (1947-), archevêque métropolitain de Malines-Bruxelles (Belgique) ; créé cardinal-prêtre des Santi Giovanni e Paolo
- Maurice Piat (1941-), évêque de Port-Louis (île Maurice) ; créé cardinal-prêtre de Santa Teresa al Corso d'Italia
- Kevin Farrell (1947-), évêque émérite de Dallas, préfet du dicastère pour les laïcs, la famille et la vie ; créé cardinal-diacre de San Giuliano Martire
- Carlos Aguiar Retes (1950-), archevêque métropolitain de Tlalnepantla (Mexique) ; créé cardinal-prêtre des Santi Fabiano e Venanzio a Villa Fiorelli
- John Ribat (1957-), archevêque métropolitain de Port-Moresby (Papouasie-Nouvelle-Guinée) ; créé cardinal-prêtre de San Giovanni Battista de' Rossi
- Joseph Tobin (1952-), archevêque métropolitain de Newark (États-Unis) ; créé cardinal-prêtre de Santa Maria delle Grazie a Via Trionfale

Cardinaux de plus de 80 ans (non électeurs)
- Anthony Soter Fernandez (1932-2020), archevêque émérite de Kuala Lumpur (en) (Malaisie) ; créé cardinal-prêtre de Sant'Alberto Magno
- Renato Corti (1936-2020), évêque émérite de Novare (Italie) ; créé cardinal-prêtre de San Giovanni a Porta Latina
- Sebastian Koto Khoarai (1929-2021), évêque émérite de Mohale's Hoek (en) (Lesotho) ; créé cardinal-prêtre de San Leonardo da Porto Maurizio ad Acilia
- Ernest Simoni (1928-), prêtre de l’archidiocèse de Shkodër-Pult (Albanie) ; créé cardinal-diacre de Santa Maria della Scala

### Créés le 28 juin 2017
Annonce le 21 mai 2017 de la création de cinq nouveaux cardinaux, tous électeurs.
- Jean Zerbo (1943-), archevêque métropolitain de Bamako (Mali) ; créé cardinal-prêtre de Sant'Antonio da Padova in Via Tuscolana
- Juan José Omella (1946-), archevêque métropolitain de Barcelone (Espagne) ; créé cardinal-prêtre de Santa Croce in Gerusalemme
- Anders Arborelius (1949-), évêque de Stockholm (Suède) ; créé cardinal-prêtre de Santa Maria degli Angeli
- Louis-Marie Ling Mangkhanekhoun (1944-), évêque titulaire d'Aquæ-Novæ-en-Proconsulaire (de), vicaire apostolique de Paksé (Laos) ; créé cardinal-prêtre de San Silvestro in Capite
- Gregorio Rosa Chávez (1942-), évêque titulaire de Mulli (de), évêque auxiliaire de San Salvador (Salvador) ; créé cardinal-prêtre du Santissimo Sacramento a Tor de' Schiavi

### Créés le 28 juin 2018
Annonce le 20 mai 2018 de la création de quatorze nouveaux cardinaux dont onze électeurs,.
- Louis Raphaël Ier Sako (1948-), patriarche de l'Église catholique chaldéenne (Irak) ; créé cardinal-évêque
- Luis Ladaria Ferrer (1944-), archevêque titulaire de Thibica (de), préfet de la Congrégation pour la doctrine de la foi ; créé cardinal-diacre de Sant'Ignazio di Loyola a Campo Marzio
- Giovanni Angelo Becciu (1948-), archevêque titulaire de Rusellae (de), substitut pour les Affaires générales de la secrétairerie d’État ; créé cardinal-diacre de San Lino
- Konrad Krajewski (1963-), archevêque titulaire de Beneventum (de), aumônier de sa Sainteté, responsable des œuvres de charité ; créé cardinal-diacre de Santa Maria Immacolata all'Esquilino
- Angelo De Donatis (1954-), archevêque titulaire de Mottola, vicaire du diocèse de Rome (Italie) ; créé cardinal-prêtre de San Marco
- Joseph Coutts (1945-), archevêque métropolitain de Karachi (Pakistan) ; créé cardinal-prêtre de San Bonaventura da Bagnoregio
- Antonio dos Santos Marto (1947-), évêque de Leiria-Fátima (Portugal) ; créé cardinal-prêtre de Santa Maria sopra Minerva
- Pedro Barreto (1944-), archevêque métropolitain de Huancayo (Pérou) ; créé cardinal-prêtre des Santi Pietro e Paolo a Via Ostiense
- Désiré Tsarahazana (1954-), archevêque métropolitain de Toamasina (Madagascar) ; créé cardinal-prêtre de San Gregorio Barbarigo alle Tre Fontanelle
- Giuseppe Petrocchi (1948-), archevêque métropolitain de L'Aquila (Italie) ; créé cardinal-prêtre de San Giovanni Battista dei Fiorentini
- Thomas Aquinas Manyo Maeda (1949-), archevêque métropolitain d'Osaka (Japon) ; créé cardinal-prêtre de Santa Pudenziana

Cardinaux de plus de 80 ans (non-électeurs)
- Sergio Obeso Rivera (1931-2019), archevêque émérite de Xalapa (Mexique) ; créé cardinal-prêtre de San Leone I
- Toribio Ticona Porco (1937-), prélat émérite de Corocoro (Bolivie) ; créé cardinal-prêtre des Santi Gioacchino e Anna al Tuscolano
- Aquilino Bocos Merino (1938-), élevé archevêque titulaire d’Urusi, ancien supérieur général des Fils du Cœur Immaculé de Marie ; créé cardinal-diacre de Santa Lucia del Gonfalone

### Créés le 5 octobre 2019
Annonce le 1er septembre 2019 de la création de treize nouveaux cardinaux dont dix électeurs,.
- Miguel Ángel Ayuso Guixot (1952-2024), évêque titulaire de Luperciana (de), président du Conseil pontifical pour le dialogue inter-religieux ; créé cardinal-diacre de San Girolamo della Carità
- José Tolentino Mendonça (1965-), archevêque titulaire de Suava (de), archiviste et bibliothécaire de la Sainte Église romaine ; créé cardinal-diacre des Santi Domenico e Sisto
- Ignatius Suharyo Hardjoatmodjo (1950-), archevêque métropolitain de Jakarta (Indonésie) ; créé cardinal-prêtre du Spirito Santo alla Ferratella
- Juan de la Caritad Garcia Rodriguez (1948-), archevêque métropolitain de San Cristobal de La Havane (Cuba) ; créé cardinal-prêtre des Santi Aquila e Priscilla
- Fridolin Ambongo Besungu (1960-), archevêque métropolitain de Kinshasa (République démocratique du Congo) ; créé cardinal-prêtre de San Gabriele Arcangelo all'Acqua Traversa
- Jean-Claude Hollerich (1958-), archevêque de Luxembourg (Luxembourg) ; créé cardinal-prêtre de San Giovanni Crisostomo a Monte Sacro Alto
- Álvaro Leonel Ramazzini Imeri (1947-), évêque de Huehuetenango (Guatemala) ; créé cardinal-prêtre de San Giovanni Evangelista a Spinaceto
- Matteo Maria Zuppi (1955-), archevêque métropolitain de Bologne (Italie) ; créé cardinal-prêtre de Sant'Egidio
- Cristóbal López Romero (1952-), archevêque de Rabat (Maroc) ; créé cardinal-prêtre de San Leone I
- Michael Czerny (1946-), SJ, élevé archevêque titulaire de Beneventum (de), sous-secrétaire de la section des migrants et des réfugiés du dicastère pour le service du développement humain intégral ; créé cardinal-diacre de San Michele Arcangelo

Cardinaux de plus de 80 ans (non-électeurs)
- Michael Louis Fitzgerald (1937-), M. Afr, archevêque titulaire de Nepte (de), nonce apostolique émérite ; créé cardinal-diacre de Santa Maria in Portico
- Sigitas Tamkevičius (1938-), SJ, archevêque émérite de Kaunas (Lituanie) ; créé cardinal-prêtre de Sant'Angela Merici
- Eugenio Dal Corso (1939-2024), évêque émérite de Benguela (Angola) ; créé cardinal-prêtre de Sant'Anastasia

### Créés le 28 novembre 2020
Annonce le 25 octobre 2020 de la création de treize nouveaux cardinaux dont neuf électeurs.
- Mario Grech (1957-), évêque émérite de Gozo, secrétaire général du Synode des évêques ; créé cardinal-diacre des Santi Cosma e Damiano
- Marcello Semeraro (1947-), archevêque-évêque émérite d'Albano, préfet de la Congrégation pour la Cause des Saints ; créé cardinal-diacre de Santa Maria in Domnica
- Antoine Kambanda (1958-), archevêque métropolitain de Kigali (Rwanda) ; créé cardinal-prêtre de San Sisto
- Wilton Gregory (1947-), archevêque métropolitain de Washington (États-Unis) ; créé cardinal-prêtre de l'Immacolata Concezione di Maria a Grottarossa
- Jose Fuerte Advincula (1952-), archevêque métropolitain de Capiz (en) (Philippines) ; créé Cardinal-prêtre de San Vigilio
- Celestino Aós Braco (1945-), O.F.M. Cap., archevêque métropolitain de Santiago du Chili (Chili) ; créé cardinal-prêtre des Santi Nereo e Achilleo
- Cornelius Sim (1951-2021), évêque titulaire de Putia-en-Numidie (de), vicaire apostolique de Brunei (Brunei) ; créé cardinal-prêtre de San Giuda Taddeo Apostolo
- Augusto Paolo Lojudice (1964-), archevêque métropolitain de Sienne-Colle di Val d'Elsa-Montalcino (Italie) ; créé cardinal-prêtre de Santa Maria del Buon Consiglio
- Mauro Gambetti (1965-), O.F.M. Conv., élevé archevêque titulaire de Thisiduo (de), custode du Sacro Convento, à Assise (Italie) ; créé cardinal-diacre du Santissimo Nome di Maria al Foro Traiano

Cardinaux de plus de 80 ans (non-électeurs)
- Felipe Arizmendi Esquivel (1940-), évêque émérite de San Cristóbal de Las Casas (Mexique) ; créé cardinal-prêtre de San Luigi Grignion de Montfort
- Silvano Tomasi (1940-), archevêque titulaire d’Acelum (de), nonce apostolique émérite ; créé cardinal-diacre de San Nicola in Carcere
- Raniero Cantalamessa (1934-), O.F.M. Cap., prédicateur de la Maison pontificale ; créé cardinal-diacre de Sant'Apollinare alle Terme Neroniane-Alessandrine
- Enrico Feroci (1940-), élevé archevêque titulaire de Cures Sabinorum (de), prêtre du sanctuaire della Madonna del Divino Amore, à Castel di Leva (Italie) ; créé cardinal-diacre de Santa Maria del Divino Amore a Castel di Leva

### Créés le 27 août 2022
Annonce le 29 mai 2022 de la création de vingt-et-un nouveaux cardinaux dont seize électeurs :
- Arthur Roche (1950-), archevêque-évêque émérite de Leeds, préfet de la Congrégation pour le Culte Divin et la Discipline des Sacrements ; créé cardinal-diacre de San Saba
- Lazarus You Heung-sik (1951-), archevêque-évêque émérite de Daejeon, préfet de la Congrégation pour le clergé ; créé cardinal-diacre de Gesù Buon Pastore alla Montagnola
- Fernando Vérgez Alzaga (1945-), LC, archevêque titulaire de Villamagna-en-Proconsulaire (de), président de la Commission pontificale pour l'État de la Cité du Vatican et président du Gouvernorat de l'État de la Cité du Vatican ; créé cardinal-diacre de Santa Maria della Mercede e Sant'Adriano a Villa Albani
- Jean-Marc Aveline (1958-), archevêque métropolitain de Marseille (France) ; créé cardinal-prêtre de Santa Maria ai Monti
- Peter Ebere Okpaleke (1963-), évêque d'Ekwulobia (Nigéria) ; créé cardinal-prêtre des Santi Martiri dell'Uganda a Poggio Ameno
- Leonardo Ulrich Steiner (1950-), OFM, archevêque métropolitain de Manaus (Brésil) ; créé cardinal-prêtre de San Leonardo da Porto Maurizio ad Acilia
- Filipe do Rosário Ferrão (1953-), archevêque métropolitain de Goa et Daman (Inde) ; créé cardinal-prêtre de Santa Maria in Via
- Robert W. McElroy (1954-), évêque de San Diego (États-Unis) ; créé cardinal-prêtre de San Frumenzio ai Prati Fiscali
- Virgilio do Carmo da Silva (1967-), SDB, archevêque métropolitain de Dili (Timor Oriental) ; créé cardinal-prêtre de Sant'Alberto Magno
- Oscar Cantoni (1950-), évêque de Côme (Italie) ; créé cardinal-prêtre de Santa Maria "Regina Pacis" a Monte Verde
- Anthony Poola (1961-), archevêque métropolitain d'Hyderabad (Inde) ; créé cardinal-prêtre des Santi Protomartiri a Via Aurelia Antica
- Paulo Cezar Costa (1967-), archevêque métropolitain de Brasilia (Brésil) ; créé cardinal-prêtre des Santi Bonifacio e Alessio
- Richard Baawobr (1959-2022), M. Afr., évêque de Wa (Ghana) ; créé cardinal-prêtre de Santa Maria Immacolata di Lourdes a Boccea
- William Goh (1957-), archevêque de Singapour (Singapour) ; créé cardinal-prêtre de Santa Maria "Regina Pacis" in Ostia mare
- Adalberto Martínez Flores (1951-), archevêque métropolitain d'Asunción (Paraguay) ; créé cardinal-prêtre de San Giovanni a Porta Latina
- Giorgio Marengo (1974-), IMC, évêque titulaire de Castra Severiana (de), préfet apostolique d'Oulan-bator (Mongolie) ; créé cardinal-prêtre de San Giuda Taddeo Apostolo

Cardinaux de plus de 80 ans (non électeurs) :
- Jorge Jiménez Carvajal (1942-), archevêque émérite de Carthagène des Indes (Colombie) ; créé cardinal-prêtre de Santa Dorotea
- Arrigo Miglio (1942-), archevêque émérite de Cagliari (Italie) ; créé cardinal-prêtre de San Clemente
- Gianfranco Ghirlanda (1942-), SJ, ancien recteur de l'Université pontificale grégorienne ; créé cardinal-diacre du Santissimo Nome di Gesù
- Fortunato Frezza (1942-) élevé archevêque titulaire de Treba (de), chanoine de Saint-Pierre de Rome ; créé cardinal-diacre de Santa Maria in Via Lata

Renonciation :
- Luc Van Looy (1941-), SDB, évêque émérite de Gand (Belgique). Le 16 juin, le pape François a accédé à sa demande de ne pas être créé cardinal. Van Looy a cité de nouvelles critiques concernant sa gestion des accusations d'abus sexuels par des prêtres lorsqu'il était évêque de Gand[17].

### Créés le 30 septembre 2023
Annonce le 9 juillet 2023 de la création de vingt-et-un nouveaux cardinaux dont dix-huit électeurs :
- Robert Francis Prevost (1955-), O.S.A., archevêque-évêque émérite de Chiclayo (Pérou), préfet du dicastère pour les évêques ; créé cardinal-diacre de Santa Monica (futur pape Léon XIV élu en 2025)
- Claudio Gugerotti (1955-), archevêque titulaire de Ravello, préfet du dicastère pour les Églises orientales ; créé cardinal-diacre des Santi Ambrogio e Carlo
- Víctor Manuel Fernández (1962-), archevêque émérite de La Plata (Argentine), préfet du dicastère pour la Doctrine de la foi ; créé cardinal-diacre des Santi Urbano e Lorenzo a Prima Porta
- Emil Paul Tscherrig (1947-), archevêque titulaire de Voli (de), nonce apostolique en Italie (en) et à Saint-Marin (en) ; créé cardinal-diacre de San Giuseppe in via Trionfale
- Christophe Pierre (1946-), archevêque titulaire de Gunela (de), nonce apostolique aux États-Unis ; créé cardinal-diacre de San Benedetto fuori Porta San Paolo
- [note 1] Pierbattista Pizzaballa (1965-) O.F.M., patriarche latin de Jérusalem ; créé cardinal-prêtre de Sant'Onofrio
- Stephen Brislin (1956-), archevêque métropolitain du Cap (Afrique du Sud) ; créé cardinal-prêtre de Santa Maria Domenica Mazzarello
- Ángel Sixto Rossi (1958-), S.J., archevêque métropolitain de Córdoba (Argentine) ; créé cardinal-prêtre de Santa Bernadette Soubirous
- Luis José Rueda Aparicio (1962-), archevêque métropolitain de Bogotá (Colombie) ; créé cardinal-prêtre de San Luca a Via Prenestina
- Grzegorz Ryś (1964-), archevêque métropolitain de Łódź (Pologne) ; créé cardinal-prêtre de Santi Cirillo e Metodio
- Stephen Ameyu Mulla (1964-), archevêque métropolitain de Djouba (Soudan du Sud) ; créé cardinal-prêtre de Santa Gemma Galgani
- José Cobo Cano (1965-), archevêque métropolitain de Madrid (Espagne) ; créé cardinal-prêtre de Santa Maria in Monserrato degli Spagnoli
- Protase Rugambwa (1960-), archevêque coadjuteur de Tabora (Tanzanie) ; créé cardinal-prêtre de Santa Maria in Montesanto
- Sebastian Francis (1951-), évêque de Penang (Malaisie) ; créé cardinal-prêtre de Santa Maria Causa Nostræ Lætitiæ
- Stephen Chow Sau-yan (1959-), S.J., évêque de Hong Kong (Chine) ; créé cardinal-prêtre de San Giovanni Battista de La Salle
- François-Xavier Bustillo (1968-), O.F.M. Conv., évêque d'Ajaccio (France) ; créé cardinal-prêtre de Santa Maria Immacolata di Lourdes a Boccea
- Américo Aguiar (1973-), évêque titulaire de Dagnum (de), évêque auxiliaire de Lisbonne[19] (Portugal) ; créé cardinal-prêtre de Sant'Antonio da Padova a Via Merulana
- Ángel Fernández Artime (1960-), S.D.B., recteur majeur des Salésiens de Don Bosco ; créé cardinal-diacre de Santa Maria Ausiliatrice in via Tuscolana

Cardinaux de plus de 80 ans (non électeurs) :
- Luis Pascual Dri (1927-2025), O.F.M. Cap, confesseur du sanctuaire Notre-Dame-du-Rosaire de Nueva Pompeya, à Buenos Aires (Argentine) ; créé cardinal-diacre de Sant'Angelo in Pescheria
- Agostino Marchetto (1940-), archevêque titulaire d'Astigi (de), secrétaire émérite du conseil pontifical pour la pastorale des migrants et des personnes en déplacement ; créé cardinal-diacre de Santa Maria Goretti
- Diego Padrón Sánchez (1939-), archevêque émérite de Cumaná (Venezuela) ; créé cardinal-prêtre de San Gaetano

### Créés le 7 décembre 2024
Annonce le 6 octobre 2024 de la création de vingt et un nouveaux cardinaux dont vingt électeurs :
- Carlos Castillo Mattasoglio (1950-), archevêque métropolitain de Lima (Pérou) ; créé cardinal-prêtre de Santa Maria delle Grazie a Casal Boccone
- Vicente Bokalic Iglic (1952-), C.M., archevêque de Santiago del Estero (Argentine) ; créé cardinal-prêtre de Santa Maria Maddalena in Campo Marzio
- Luis Cabrera Herrera (1955-), O.F.M., archevêque métropolitain de Guayaquil (Équateur) ; créé cardinal-prêtre de Santa Famiglia di Nazareth a Centocelle
- Fernando Chomalí (1957-), archevêque métropolitain de Santiago du Chili (Chili) ; créé cardinal-prêtre de San Mauro Abate
- Tarcisio Isao Kikuchi (1958-), S.V.D., archevêque métropolitain de Tokyo (Japon) ; créé cardinal-prêtre de San Giovanni Leonardi
- Pablo Virgilio David (1959-), évêque de Caloocan (Philippines) ; créé cardinal-prêtre de la Trasfigurazione di Nostro Signore Gesù Cristo
- Ladislav Nemet (1956-), S.V.D., archevêque métropolitain de Belgrade (Serbie) ; créé cardinal-prêtre de Santa Maria Stella Maris
- Jaime Spengler (1960-), O.F.M., archevêque métropolitain de Porto Alegre (Brésil) ; créé cardinal-prêtre de San Gregorio Magno alla Magliana Nuova
- Ignace Bessi Dogbo (1961-), archevêque métropolitain d'Abidjan (Côte d'Ivoire) ; créé cardinal-prêtre de Santi Mario e Compagni Martiri
- Jean-Paul Vesco (1962-), O.P., archevêque métropolitain d'Alger (Algérie) ; créé cardinal-prêtre du Sacro Cuore di Gesù agonizzante a Vitinia
- Dominique Mathieu (1963-), O.F.M. Conv., archevêque d'Ispahan-Téhéran (Iran) ; créé cardinal-prêtre de Santa Giovanna Antida Thouret
- Roberto Repole (1967-), archevêque métropolitain de Turin et évêque de Suse (Italie) ; créé cardinal-prêtre de Gesù Divin Maestro alla Pineta Sacchetti
- Baldassare Reina (1970-), archevêque titulaire d’Aquae in Mauretania (de), vicaire général de Rome (Italie) ; créé cardinal-prêtre de Santa Maria Assunta e San Giuseppe a Primavalle
- Frank Leo (1971-), archevêque métropolitain de Toronto (Canada) ; créé cardinal-prêtre de Santa Maria della Salute a Primavalle
- Rolandas Makrickas (1972-), archevêque titulaire de Tolentino (en), archiprêtre coadjuteur de la basilique Sainte-Marie-Majeure, à Rome (Italie) ; créé cardinal-diacre de Sant'Eustachio
- Mykola Bychok (1980-), C.SS.R., éparque de Saints-Pierre-et-Paul de Melbourne des Ukrainiens (Australie) ; créé cardinal-prêtre de Santa Sofia a via Boccea
- Timothy Radcliffe (1945-), O.P., théologien, maître émérite de l'ordre des Prêcheurs ; créé cardinal-diacre de Santissimi Nomi di Gesù e Maria in Via Lata
- Fabio Baggio (1965-), C.S., élevé archevêque titulaire d’Urusi, sous-secrétaire du Dicastère pour le service du développement humain intégral ; créé cardinal-diacre de San Filippo Neri in Eurosia
- George Koovakad (1973-), élevé archevêque titulaire de Nisibis des Chaldéens (de), official de la Secrétairerie d'État, organisateur des voyages pontificaux ; créé cardinal-diacre de Sant'Antonio di Padova a Circonvallazione Appia

Annonce le 4 novembre 2024 de la création d'un nouveau cardinal électeur :
- Domenico Battaglia (1963-), archevêque métropolitain de Naples (Italie) ; créé cardinal-prêtre de San Marco in Agro Laurentino

Cardinal de plus de 80 ans (non électeur) :
- Angelo Acerbi (1925-), archevêque titulaire de Zella (de), prélat émérite de l'ordre souverain de Malte ; créé cardinal-diacre de Santi Angeli Custodi a Città Giardino

Renonciation : 
- Paskalis Bruno Syukur (1962-), O.F.M., évêque de Bogor (Indonésie). Le 22 octobre 2024, le pape accepte sa demande de ne pas être créé cardinal[22].